# St.-Johannis-Kirche (Wernigerode)

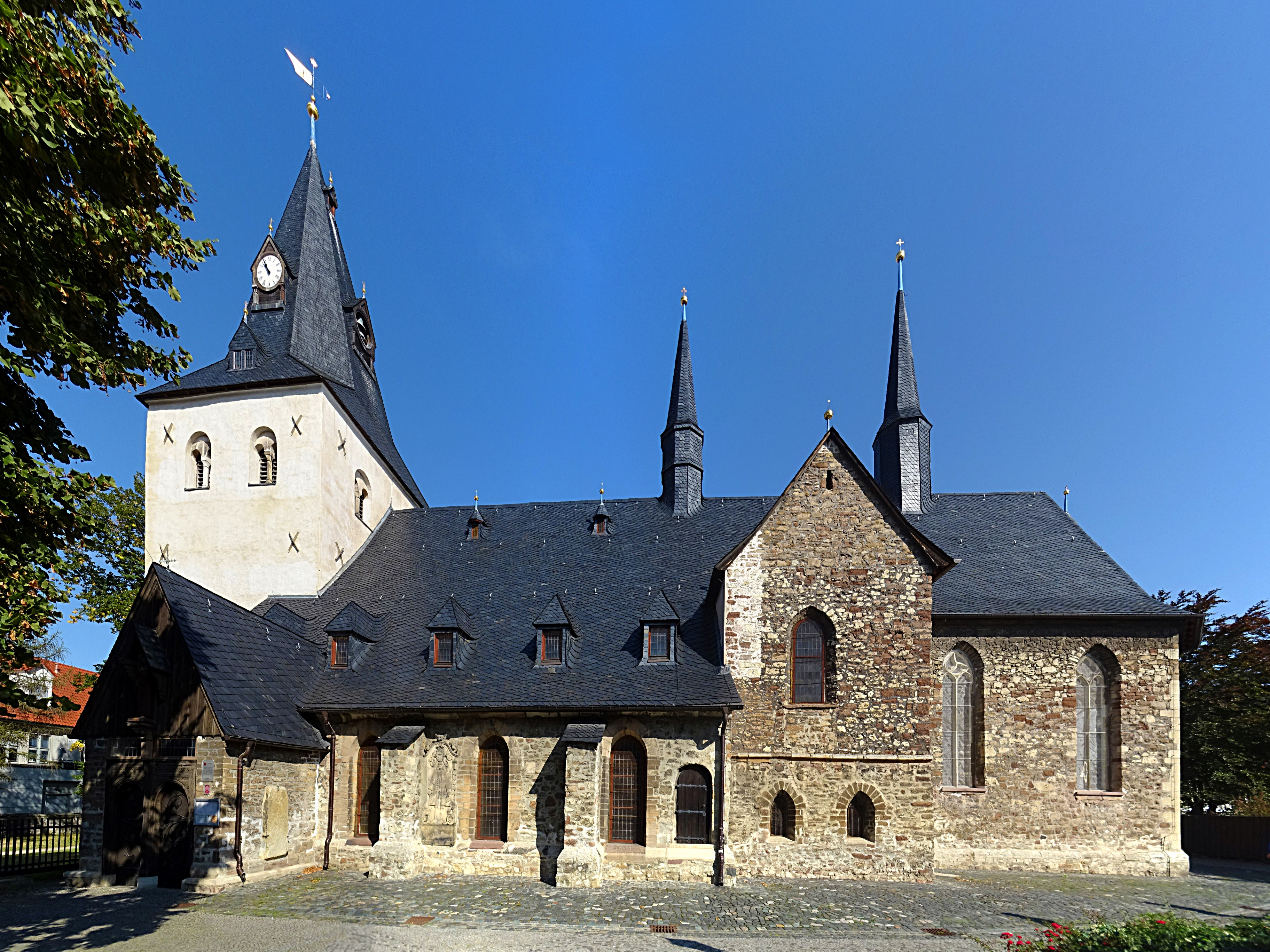
Johanniskirche von Süden

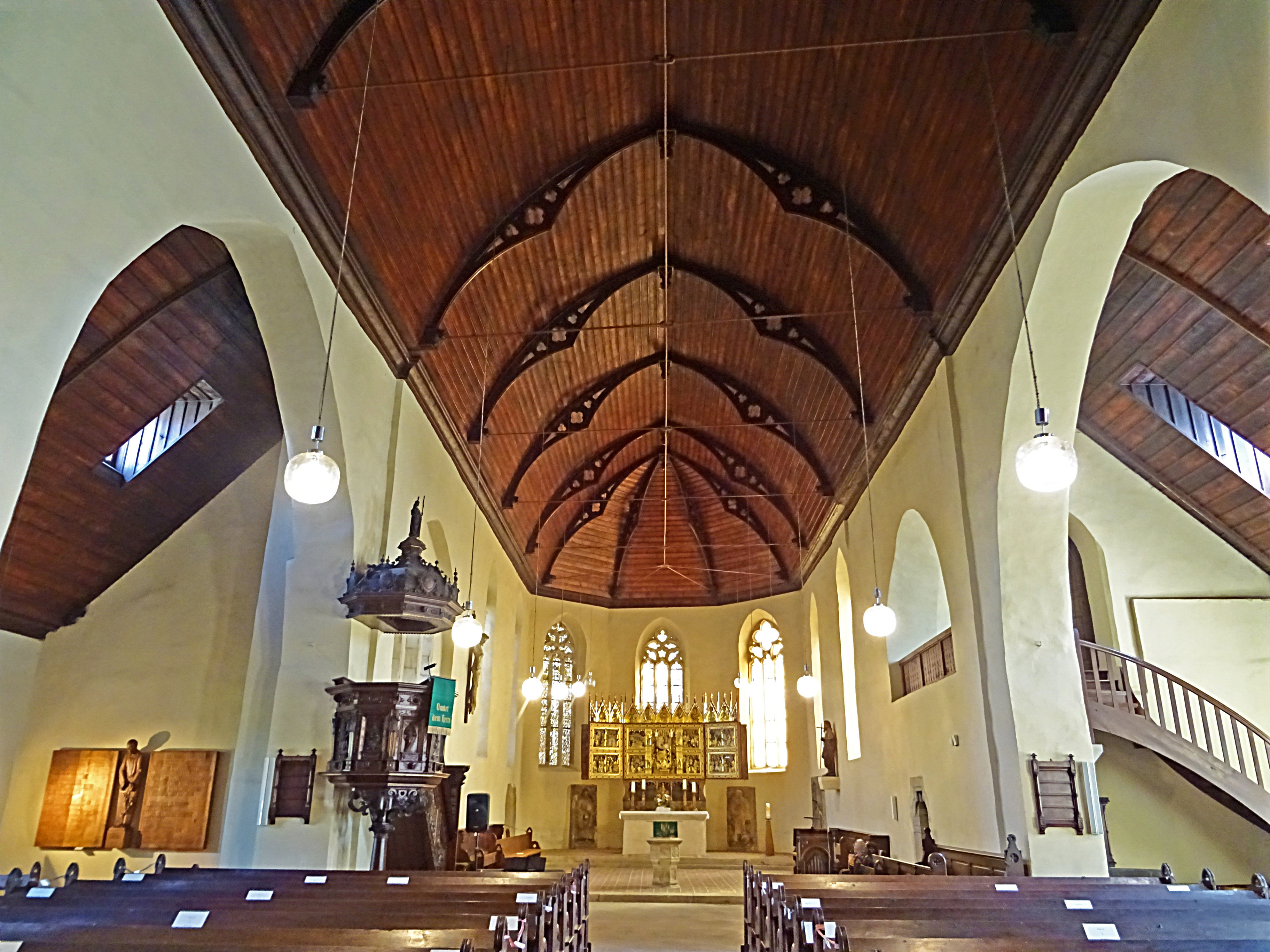
Innenansicht

Die Pfarrkirche St. Johannis ist eine evangelische Kirche in Wernigerode.

## Geschichte
Die am nordwestlichen Rand der historischen Neustadt gelegene Kirche ist in ihrer romanischen Grundsubstanz die älteste erhaltene Kirche der Stadt Wernigerode. Aus der Entstehungszeit sind der Westturm und das südliche Querhaus erhalten. Die Fertigstellung wird auf das Jahr 1279 datiert (Altarweihe durch Bischof Volrad von Halberstadt).
Das romanische Langhaus der Kirche wurde im 15. Jahrhundert zur dreischiffigen Hallenkirche umgebaut und 1497 vollendet. Im 19. Jahrhundert wurde das Gesamtbauwerk umfassend restauriert, 1864/65 der Südportalvorbau erneuert sowie die Emporen und das Gestühl aus der Barockzeit im Innern entfernt, die Fenster vergrößert und zusätzliche Dachgauben eingebaut. Der einheimische Holzbildhauer Gustav Kuntzsch schuf die neue Ausstattung: Decke und Seitenschiffsverkleidung, das Gestühl und die Westempore zur Aufnahme der neuen Orgel, mit deren Aufstellung die neugotische Restaurierung 1885 abgeschlossen wurde.
Bei Bombenangriffen am 22. Februar 1944 wurde die Kirche beschädigt. In den Nachkriegsjahren erfolgte zunächst nur eine Notinstandsetzung. Größere Maßnahmen wurden ab 1970 ergriffen, darunter die Öffnung des bislang zugemauerten Westportals und die Sanierung des Turmraums im Erdgeschoss, der erst 1992 mit dem Kircheninnern verbunden wurde. 1993 wurde das Turmdach erneuert, 1994 die Chordachteile.

## Ausstattung
Der reich verzierte und golden schimmernde fünfteilige Wandelaltar wurde 1415 gefertigt, wie es auf der Rückseite datiert ist. Im Zentrum der Festtagsseite (zweite Wandlung, vollständig geöffnet) steht Maria als Himmelskönigin mit dem Jesuskind, umgeben von vier musizierenden Engeln und weiteren Engeln mit Palmwedeln. Direkt umgeben wird sie von vier Statuetten: Katharina und Barbara (oben), Petrus und Johannes der Täufer (unten). Daneben und in den Seitenflügeln befinden sich Relief-Felder mit Szenen aus dem Leben Jesu: Verkündigung und Geburt, Anbetung der Hl. Drei Könige, Kindheit, Taufe, Einzug in Jerusalem, Passion, Abendmahl. Die Sonntagsseite (erste Wandlung, halb geöffnet) zeigt vier Tafelbilder mit Szenen des Marienlebens: die Geburt Jesu, seine Beschneidung im Tempel, die Anbetung der Könige und den Tod Mariens im Beisein der Apostel sowie ihre Aufnahme im Himmel. Die geschlossenen Flügelpaare des Wandelaltars zeigen auf der Werktagsseite die Verkündungsszene und die Anbetung der Hl. Drei Könige. Gekrönt wird das Retabel durch wimpergförmige Aufsätze, in denen Reliefs weiblicher Heilige als Halbfiguren mit ihren Heiligenattributen dargestellt sind: Barbara mit dem Turm, Maria Magdalena mit dem Salbgefäß, eine königliche Kirchenstifterin, Katharina mit Schwert und Rad, Maria mit dem Jesuskind, Apollonia mit Zange und Zahn, Dorothea mit dem Korb, Ursula mit dem Pfeil und eine nicht näher zu identifizierende Heilige, deren Attribut ein vielleicht ein Mond- oder Sonnengesicht ist. Gerahmt sind diese Heiligen von zwei Rittern mit Wappenschilden. Die Fächer der Predella, die vermutlich auch Heiligenfiguren oder Reliquien enthielt, sind leer.
Die Kanzel stammt aus der Zeit um 1600/15. An der Südwand des Chors befindet sich eine Skulptur Johannes des Täufers mit Kreuzstab und Buch (um 1500). Der achteckige Taufstein am Eingang des Chores, der an seinen Seiten unter anderem ein Porträt Martin Luthers und des Superintendenten der Grafschaft Wernigerode, Georg Aemilius, zeigt, stammt aus dem Jahr 1569.
Der Chorraum erhielt 2016 zehn neugestaltete Fenster nach Entwürfen von Günter Grohs. Die Ausführung oblag den Glaswerkstätten F. Schneemelcher in Quedlinburg.

## Orgel

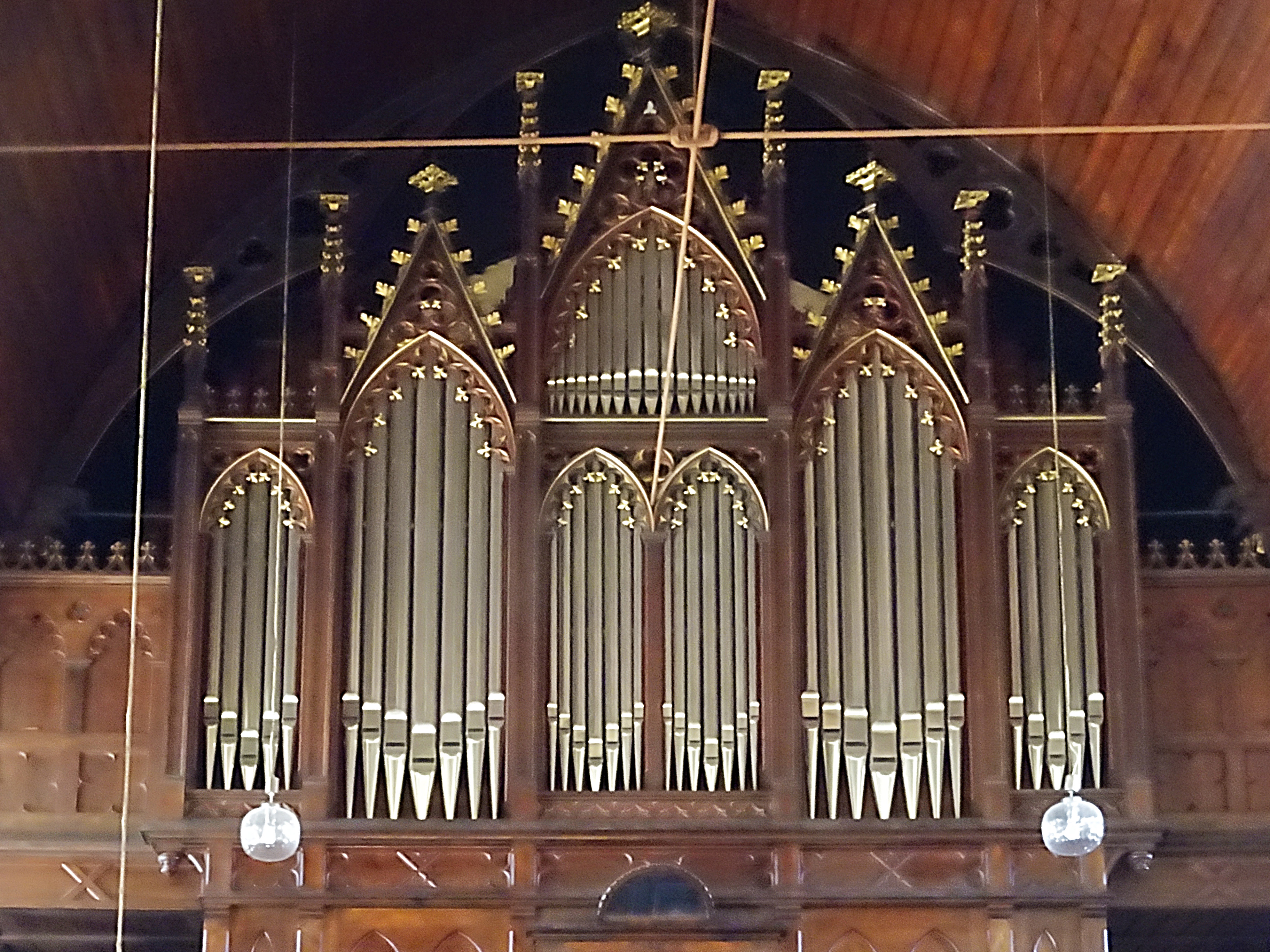
Ladegast-Orgel von 1885

Eine Orgel in der St.-Johannis-Kirche wird erstmals im Jahr 1568 genannt. Sie wurde 1666/1667 durch Friedrich Besser, 1725/1726 durch den Orgelbauer Meybaum umgebaut. Weitere Erneuerungen erfolgten 1790 und 1860. Bei der neugotischen Neugestaltung der Kirche in der zweiten Hälfte des 19. Jahrhunderts wurde die alte Orgel durch das heutige Instrument von Friedrich Ladegast mit einem von Carl Frühling konzipierten und von Gustav Kuntzsch geschaffenen neugotischem Prospekt ersetzt. Sie ist die einzig erhaltene von ehemals drei Ladegast-Orgeln in Wernigerode. Die Disposition lautet wie folgt:
| II Hauptwerk C–f3 |       |
| Bordun            | 16′   |
| Principal         | 08′   |
| Doppelflöte       | 08′   |
| Bordunalflöte     | 08′   |
| Gambe             | 08′   |
| Principal         | 04′   |
| Gemshorn          | 04′   |
| Cornett III       | 02′   |
| Rauschpfeife II0  | 2 ⁄3′ |
| Mixtur IV         | 02′   |
| Trompete          | 08′   |

| I Oberwerk C–f3             |     |
| Quintatön                   | 16′ |
| Geigenprincipal             | 08′ |
| Rohrflöte                   | 08′ |
| Flauto Amabile              | 08′ |
| Salicional                  | 08′ |
| Octave                      | 04′ |
| Flauto Minore               | 04′ |
| Progressiv Harmonika II–IV0 | 02′ |
| Clarinette                  | 08′ |

| III Echowerk (Schwellbar) C–f3 |    |
| Flauto Traverso                | 8′ |
| Viola d’Amore                  | 8′ |
| Voix Céleste                   | 8′ |
| Octavflöte                     | 4′ |

| Pedal C–d1     |        |
| Principalbass0 | 16′    |
| Violonbass     | 16′    |
| Subbass        | 16′    |
| Octavbass      | 08′    |
| Bassflöte      | 08′    |
| Cello          | 08′    |
| Quinte         | 5 1⁄3′ |
| Octave         | 04′    |
| Posaune        | 16′    |

- Koppeln: II/I, III/I, I/P